# Pierre Schild
Pour les articles homonymes, voir Schild et Schildknecht.
Pierre Schild (parfois crédité Pierre Schildknecht) est un chef décorateur d'origine russe, né Lakka Schildknecht en 1892 à Saint-Pétersbourg (alors Empire russe), mort en 1968 à Madrid (Espagne) (état civil complet à préciser).

## Biographie
Pierre Schild s'établit dans un premier temps en France, où il contribue à des films français (ou coproductions) jusqu'en 1939. Le premier est Le Brasier ardent de ses compatriotes Ivan Mosjoukine et Alexandre Volkoff (avec le couple Ivan Mosjoukine-Nathalie Lissenko), sorti en 1923.
Parmi ses autres films de cette période, mentionnons Napoléon d'Abel Gance (1927, avec Albert Dieudonné dans le rôle-titre), Un chien andalou (1929, avec Pierre Batcheff et Simone Mareuil) et L'Âge d'or (1930, avec Gaston Modot et Lya Lys), tous deux réalisés par Luis Buñuel, Le Scandale de Marcel L'Herbier (1934, avec Gaby Morlay et Henri Rollan), ou encore Les Disparus de Saint-Agil de Christian-Jaque (1938, avec Marcel Mouloudji et Erich von Stroheim).
Dans un second temps, Pierre Schild s'installe en Espagne, contribuant dès lors à des films espagnols ou à des coproductions hispano-italiennes, entre 1940 et 1958. À noter qu'il avait précédemment participé à deux films franco-espagnols de Benito Perojo, sortis en 1924 (Au-delà de la mort) et 1926 (Grand Gosse, avec Suzy Vernon et Maurice Schutz).

## Filmographie partielle

### Période française (1923-1939)
(films français, sauf mention complémentaire)
- 1923 : Le Brasier ardent d'Ivan Mosjoukine et Alexandre Volkoff
- 1924 : Au-delà de la mort (Más allá de la muerte) de Benito Perojo (film franco-espagnol)
- 1926 : Michel Strogoff de Victor Tourjansky
- 1926 : Grand Gosse (El Marino Español) de Benito Perojo (film franco-espagnol)
- 1927 : La Fin de Monte-Carlo d'Henri Étiévant et Mario Nalpas
- 1927 : Napoléon d'Abel Gance
- 1927 : La Sirène des tropiques d'Henri Étiévant et Mario Nalpas
- 1927 : Paris-New York-Paris de Robert Péguy
- 1928 : La Symphonie pathétique d'Henri Étiévant et Mario Nalpas
- 1928 : L'Île d'amour ou Bicchi de Berthe Dagmar et Jean Durand
- 1929 : Un chien andalou de Luis Buñuel (court métrage)
- 1929 : La Vierge folle de Luitz-Morat
- 1929 : Fécondité d'Henri Étiévant et Nicolas Evreïnoff
- 1930 : Nuits de princes de Marcel L'Herbier
- 1930 : L'Âge d'or de Luis Buñuel
- 1930 : La Femme d'une nuit de Marcel L'Herbier
- 1930 : La donna di una notte de Marcel L'Herbier (film franco-italien ; version italienne de La Femme d'une nuit)
- 1931 : Königin einer Nacht de Fritz Wendhausen (film franco-allemand ; version allemande de La Femme d'une nuit)
- 1931 : Mon béguin d'Hans Behrendt
- 1931 : Pas sur la bouche de Nicolas Rimsky et Nicolas Evreïnoff
- 1931 : Le Parfum de la dame en noir de Marcel L'Herbier
- 1932 : Un coup de téléphone de Georges Lacombe
- 1932 : Ma femme... homme d'affaires de Max de Vaucorbeil
- 1932 : Le Rosier de madame Husson de Dominique Bernard-Deschamps
- 1933 : Le Simoun de Firmin Gémier
- 1933 : Les Aventures du roi Pausole d'Alexis Granowsky
- 1933 : Die Abenteuer des Königs Pausole d'Alexis Granowsky (film franco-allemand ; version allemande des Aventures du roi Pausole)
- 1933 : The Merry Monarch d'Alexis Granowsky (film franco-britannique ; version anglaise des Aventures du roi Pausole)
- 1933 : Cette nuit-là de Marc Sorkin et Georg Wilhelm Pabst
- 1933 : Les Deux 'Monsieur' de Madame d'Abel Jacquin et Georges Pallu
- 1933 : Remous d'Edmond T. Gréville
- 1933 : Pour être aimé de Jacques Tourneur
- 1934 : Le Cavalier Lafleur de Pierre-Jean Ducis
- 1934 : Le Scandale de Marcel L'Herbier
- 1935 : Marchand d'amour d'Edmond T. Gréville
- 1935 : Ferdinand le noceur de René Sti
- 1935 : Le Comte Obligado de Léon Mathot
- 1935 : Jim la Houlette d'André Berthomieu
- 1935 : Retour au paradis de Serge de Poligny
- 1935 : Princesse Tam Tam d'Edmond T. Gréville
- 1935 : Nous ne sommes plus des enfants d'Augusto Genina
- 1936 : Monsieur Personne de Christian-Jaque
- 1936 : Un de la légion de Christian-Jaque
- 1936 : Les Bateliers de la Volga de Vladimir Strizhevsky
- 1936 : Le Mioche de Léonide Moguy
- 1937 : François Ier de Christian-Jaque
- 1937 : À Venise, une nuit de Christian-Jaque
- 1937 : Josette de Christian-Jaque
- 1938 : Les Pirates du rail de Christian-Jaque
- 1938 : Hercule ou L'Incorruptible d'Alexandre Esway et Carlo Rim
- 1938 : Ernest le rebelle de Christian-Jaque
- 1938 : Barnabé d'Alexandre Esway
- 1938 : Les Disparus de Saint-Agil de Christian-Jaque
- 1939 : Trois de Saint-Cyr de Jean-Paul Paulin
- 1939 : Raphaël le tatoué de Christian-Jaque
- 1939 : Angélica ou La Rose de sang de Jean Choux (film franco-italien)
- 1939 : Dernière Jeunesse de Jeff Musso (film franco-italien)
- 1939 : Ultima Giovinezza de Jeff Musso (film franco-italien ; version italienne d’Ultime Jeunesse)

### Période espagnole (1940-1958)
(films espagnols, sauf mention complémentaire)
- 1940 : Marianela de Benito Perojo
- 1941 : Los Millones de Polichinela de Gonzalo Delgrás
- 1941 : Pepe Conde de José López Rubio
- 1941 : Héroe a la fuerza de Benito Perojo
- 1941 : Rosa de África de José López Rubio
- 1942 : La Parrala d'Edgar Neville (court métrage)
- 1943 : Sucedió en Damasco de José López Rubio et Primo Zeglio (film hispano-italien)
- 1943 : Febbre de Primo Zeglio (film hispano-italien)
- 1944 : Luna de sangre de José López Rubio (court métrage)
- 1944 : La Torre de los siete jorobados d'Edgar Neville
- 1944 : El Testamento del virrey de Ladislas Vajda
- 1949 : La Duquesa de Benamejí de Luis Lucia
- 1955 : Cruz de mayo de Florián Rey
- 1957 : Madame, le comte, la bonne et moi (Il Conte Max) de Giorgio Bianchi (film hispano-italien)
- 1958 : Amore a prima vista de Franco Rossi (film hispano-italien)